# Осемдесет и седми пехотен полк
Осемдесет и седми пехотен полк е български пехотен полк, формиран през 1917 година и взел участие в Първата световна война (1915 – 1918).

## История
Осемдесет и седми пехотен полк е формиран през април 1917 във Варна от кадъра на 18-а и 19-а погранични дружини, които формират 1-ва и 2-ра дружина от полка. Влиза в състава на 2-ра бридага от Беломорската обрана с която участва в Първата световна война (1915 – 1918). През юни 1917 г. към полкът е присъединена и 7-а погранична дружина, която формира 3-та дружина на полка. В края на октомври 1917 г. полкът се установява в Гюмюрджина, където остава до края на април 1918 година. През 1918 е демобилизиран и разформирован.

## Командири
Званията са към датата на заемане на длъжността.
| №  | звание       | име           | дати                 |
| -- | ------------ | ------------- | -------------------- |
| 1. | Подполковник | Досю Бъчваров | Първа световна война |